# 壘固
壘固（Loi-kaw或Loikaw），二战缅甸战场中文译作罗衣考或荖廓，是緬甸克耶邦的首府，人口約一萬一千人。壘固位於克耶邦的北端，高度約1200公尺。壘固的居民大部分是克耶族（或稱克倫尼族）。緬甸最大的水力發電站洛皮塔水力發電站位於距離壘固東方二十公里的洛皮塔瀑布（Lawpita Falls）處。該發電站是由日本人所建以做為戰爭賠償。壘固有一條新建的鐵路。
1027颶風行動期間，革命聯軍為了聲援兄弟會聯盟發起的軍事行動而發動了1107行動。期間在壘固戰役中控制了多個軍政府駐地，並幾乎已被革命聯軍佔領。